# KV19
KV19 es una tumba egipcia del Valle de los Reyes, necrópolis situada en la orilla oeste del Nilo, a la altura de la moderna ciudad de Luxor. Fue construida durante la dinastía XX, y estuvo desde un principio destinada a un príncipe de la familia real. El finalmente agraciado con este sepulcro fue Mentuherjepeshef, un hijo del faraón Ramsés IX.

## Situación
Una de las últimas tumbas construidas en el Valle de los Reyes, KV19 se encuentra al este, muy próxima a sepulcros de la dinastía XVIII, hace mucho tiempo olvidados. Entre ellos cabe destacar las tumbas 20, 21, 43 y 60. Realmente, podría decirse que el regreso de los constructores de tumbas a este lugar solo podría explicarse por una falta de espacio en otros antes utilizados, pues poco tiempo después de la excavación de KV19, se iniciaría no muy lejos la de KV18, perteneciente a Ramsés X.
Aunque es a todas luces el enterramiento de un príncipe, el corredor de entrada es de una anchura considerable, solo superado en el Valle de los Reyes por tres tumbas reales (KV1, KV9 y KV18). El sepulcro había sido un digno rival de los de los reyes contemporáneos, de no ser porque su construcción se interrumpió al poco de comenzar el segundo corredor. Así, nos encontramos simplemente con la rampa de entrada (A), un pasillo (B) y el de construcción paralizada (C), todos ellos con una inclinación muy suave, típica de las tumbas ramésidas.

## Decoración
Ya en tiempos de la dinastía XIX se hizo costumbre de decorar las tumbas de reinas y de príncipes, y por tanto KV19 no es una excepción. Lo que sí es extraño es su ubicación, pues ya a partir de Ramsés III se había fijado como necrópolis del resto de la familia real el Valle de las Reinas, reservando el de los Reyes a los monarcas. Realmente, la tumba del príncipe Mentuherjepeshef podría considerarse un sepulcro del Valle de las Reinas, pero ubicado en el lugar «equivocado».

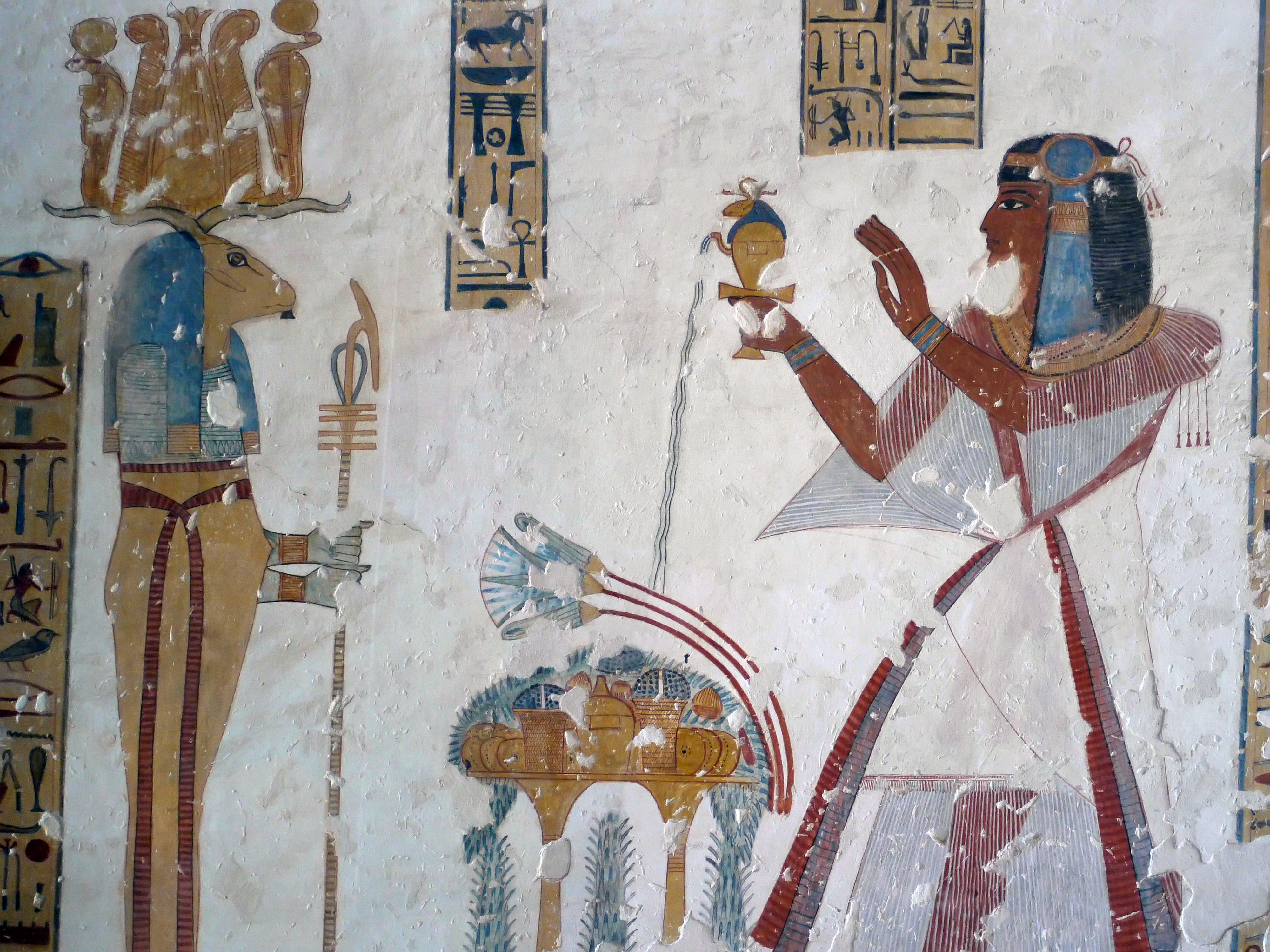
Mentuherjepsef ante Banebdyedet.

Las pinturas del lugar, muy hermosas y conservadas en un óptimo estado, rivalizan e incluso superan a las de la mayoría de las tumbas reales, y sus motivos son claramente los utilizados en el Valle de las Reinas. La viveza de los colores, la perfección de los rostros, la finura de las figuras, la elegancia de las vestimentas y la pureza del fondo blanco y los bordes dorados no hacen más que realzar la obra de los pintores. Sin lugar a dudas, la decoración de KV19 es el «canto del cisne» del Valle de los Reyes, la última tumba que puede presumir de sus pinturas.
Aun así, por haber sido detenidas las obras de excavación a partir del segundo pasillo, solo encontramos decoración en el primero, donde aparece Mentuherjepeshef acompañado de los dioses Osiris, Ptah, Amón-Ra, Toth, Meretseger, Sejmet, Hapy, Bastet, Jonsu y los cuatro hijos de Horus. El único texto funerario que hace aparición es el Libro de los Muertos, con unas pocas frases en la tumba que revelan su procedencia.

## Excavación
El descubrimiento de KV19 data de 1817, año en el que Giovanni Battista Belzoni entró en el lugar y denotó la presencia de un indeterminado número de enterramientos intrusos fechados en torno a la dinastía XXII. Tras el italiano vendrían otras tantas excavaciones, realizadas por James Burton en 1825, Howard Carter en 1903 y, de forma más intensa Edward R. Ayrton, para el equipo de Theodore David, en los años 1905 y 1906. Todas estas labores consiguieron despejar por completo la tumba, y traer a la luz restos de vestiduras, vasijas rotas, algunas cuentas de colores e incluso posibles fragmentos del ataúd de Mentuherjepeshef.
Actualmente, KV19 es un lugar que puede ser visitado por los turistas, dado su excelente estado y lo bien conservadas que se hallan sus imágenes. Las inundaciones de 1994, que echaron a perder tantas otras tumbas, también llegaron a aquí, pero afortunadamente inundaron muy pocos centímetros y las pinturas no sufrieron daño alguno.

## Mentuherjepeshef
Lo único que se sabe de este personaje es lo que de él se dice en la tumba. Al parecer, su nombre completo era Ramsés Mentuherjepeshef, y era un hijo de Ramsés IX al que se le dio el inmenso privilegio de ser enterrado en la necrópolis real en vez de en el Valle de las Reinas, donde la piedra era de menor calidad. Ignoramos si el príncipe llegó a ser enterrado en KV19, dado que la tumba de se encuentra inacabada, mas la presencia de un agujero a la entrada del corredor interrumpido C parece indicar que allí estuvo emplazado el sarcófago de piedra de este hombre.
De haber sido enterrado Mentuherjepeshef allí, como se suele pensar, habría sido más bien a comienzos del reinado de Ramsés X –que no era hijo de Ramsés IX, lo que deja entrever una posible lucha dinástica–. Sea como fuere, de su momia no sabemos absolutamente nada, y probablemente no se hallaba confundida entre las de los intrusos mencionados por Belzoni.
En un principio, KV19 no estaba destinada a ser la tumba de Mentuherjepeshef, y que solo acabaría por reutilizarla tras el abandono de su primer propietario. Éste fue otro príncipe ramésida, uno de los vástagos más jóvenes de Ramsés III, que respondía al nombre de Ramsés Setherjepeshef. Acabaría por dar un vuelco a la situación al convertirse en faraón, con el nombre de Ramsés VIII y protagonizar un oscuro y efímero reinado del que apenas quedan huellas. Debido a su ascenso de príncipe a monarca reinante, es normal que abandonase las obras de su tumba e iniciase otras más acordes con su nuevo papel. Lo que es incongruente en este rey fantasmal es la ubicación de la que parece destino final de su cuerpo, QV43, una tumba en el Valle de las Reinas. ¿Se hizo construir una tumba en una necrópolis impropia de reyes o es que su temprana muerte hizo que fuera enterrado en un sepulcro vacío? Ramsés VIII es, con diferencia, el monarca peor conocido de la dinastía XX, y la suerte de su enterramiento sigue sin estar completamente clara.